# Rode snapper
De rode snapper (Lutjanus campechanus) is een straalvinnige vis uit de familie van snappers (Lutjanidae), orde baarsachtigen (Perciformes), die voorkomt in het noordwesten, het westen en het zuidwesten van de Atlantische Oceaan.

## Beschrijving
De gemiddelde lengte van een volwassen rode snapper is 60 centimeter en de maximale lengte is 100 cm lang. De zwaarst gerapporteerde snapper had een gewicht van 22,8 kilogram. De oudste had een leeftijd van 57 jaar. Van de zijkant gezien heeft het lichaam van de vis een normale vorm. Van bovenaf gezien is de vorm het beste te typeren als ovaal. De vis heeft één rugvin met 12-13 stekels en 10 vinstralen en één aarsvin met drie stekels en acht vinstralen.

## Leefwijze
De rode snapper is een zoutwatervis die voorkomt in een subtropisch klimaat. De soort is voornamelijk te vinden in zeeën, rotsachtige wateren, wateren op een harde ondergrond en koraalriffen. De diepte waarop de soort voorkomt is 40 tot 300 m onder het wateroppervlak.
Het dieet van de vis bestaat hoofdzakelijk uit dierlijk voedsel: macrofauna en vis.

## Relatie tot de mens
De rode snapper is voor de beroepsvisserij van groot commercieel belang. Zo is ongeveer 50% van de gevangen vis in de Verenigde Staten van Amerika rode snapper, evenals in Australië, India en Zuid-Amerika. De soort staat niet op de Rode Lijst van de IUCN